# 4:13 Dream
4:13 Dream ist das 13. Studioalbum der britischen Band The Cure, das im Oktober 2008 erschien.

## Entstehung und Veröffentlichung
Die Erstveröffentlichung von 4:13 Dream erfolgte am 24. Oktober 2008 bei Geffen Records. Das Album erschien in seiner Originalausführung als CD mit 13 Titeln (Katalognummer: 06025 1764225). Am 7. November 2008 erschien es als LP-Ausführung (Katalognummer: 06025 1786708).
Geschrieben wurden die Lieder alle gemeinsam von den The-Cure-Mitgliedern Jason Cooper, Simon Gallup, Robert Smith und Porl Thompson. Smith zeichnete zudem, zusammen mit Keith Uddin, für die Produktion aller Lieder zuständig.
Für das Album hatte sich die Band eine außergewöhnliche Werbemaßnahme einfallen lassen, bei der die Zahl 13 eine große Bedeutung hatte. So gab die Band am 1. Mai 2008 bekannt, dass ihr neues und 13. Album am 13. September desselben Jahres erscheinen würde. Bis dahin sollte an jedem 13. eines Monats eine neue Single aus dem Album ausgekoppelt werden. Als erste Auskoppelung erschien The Only One am 13. Mai. Es folgten Freakshow am 13. Juni, Sleep When I’m Dead am 13. Juli und schließlich The Perfect Boy am 13. August. Jede der Singles enthielt als B-Seite ein neues Lied, das nicht für das endgültige Album ausgewählt wurde.
Am 16. Juli wurde das Erscheinungsdatum des Albums auf den 13. Oktober verschoben und am 13. September stattdessen die EP Hypnagogic States veröffentlicht, die Remixes der bisherigen vier Singles enthielt. Das Erscheinungsdatum des Albums wurde anschließend noch einmal verschoben und erschien schließlich am 27. Oktober. Es enthielt 13 Stücke, wovon vier als Singles veröffentlicht wurden, was der Titel 4:13 Dream widerspiegelt.

## Stil
Während der Bekanntgabe der Zusammenstellung des endgültigen Albums erklärte Robert Smith, dass lediglich die poppigsten Lieder eines ursprünglich geplanten Doppelalbums für 4:13 Dream ausgewählt wurden. Die schwermütigeren Lieder könnten unter Umständen auf einem späteren Album erscheinen.

## Titelliste
1. Underneath the Stars – 6:17
2. The Only One – 3:57
3. The Reasons Why – 4:35
4. Freakshow – 2:30
5. Sirensong – 2:22
6. The Real Snow White – 4:43
7. The Hungry Ghost – 4:29
8. Switch – 3:44
9. The Perfect Boy – 3:21
10. This. Here and Now. With You – 4:06
11. Sleep When I’m Dead – 3:51
12. The Scream – 4:37
13. It’s Over – 4:16

## Singleauskopplungen
| Jahr | Titel               | Höchstplatzierung, Gesamtwochen, AuszeichnungChartplatzierungen (Jahr, Titel, , Platzierungen, Wochen, Auszeichnungen, Anmerkungen) | Höchstplatzierung, Gesamtwochen, AuszeichnungChartplatzierungen (Jahr, Titel, , Platzierungen, Wochen, Auszeichnungen, Anmerkungen) | Anmerkungen                                                     |
| Jahr | Titel               | DE | UK | Anmerkungen                                                     |
| ---- | ------------------- | --- | --- | --------------------------------------------------------------- |
| 2008 | The Only One        | DE77 (2 Wo.)DE | UK48 (2 Wo.)UK | Erstveröffentlichung: 13. Mai 2008 B-Seite: NY Trip             |
| 2008 | Freakshow           | DE78 (2 Wo.)DE | UK89 (1 Wo.)UK | Erstveröffentlichung: 13. Juni 2008 B-Seite: All Kinds of Stuff |
| 2008 | Sleep When I’m Dead | DE80 (1 Wo.)DE | UK68 (1 Wo.)UK | Erstveröffentlichung: 13. Juli 2008 B-Seite: Down Under         |
| 2008 | The Perfect Boy     | DE86 (1 Wo.)DE | UK78 (1 Wo.)UK | Erstveröffentlichung: 13. August 2008 B-Seite: Without You      |

## Rezensionen
Allmusic vergab zwei von fünf Sternen für das Album. Lediglich die Lieder The Perfect Boy und This. Here and Now. With You gingen unter die Haut, wären aber „umgeben von zu vielen halbgaren Melodien und formlosen, farblosen Klangwellen.“
Der Rolling Stone gab 4:13 Dream 3,5 von 5 Sternen und schrieb, das Album enthalte ein „paar schöne Lieder“.

## Kommerzieller Erfolg

### Chartplatzierungen
| ChartsChartplatzierungen       | Höchstplatzierung | Wochen |
| ------------------------------ | ----------------- | ------ |
| Deutschland (GfK)              | 21 (4 Wo.)        | 4      |
| Österreich (Ö3)                | 28 (2 Wo.)        | 2      |
| Schweiz (IFPI)                 | 15 (4 Wo.)        | 4      |
| Vereinigte Staaten (Billboard) | 16 (4 Wo.)        | 4      |
| Vereinigtes Königreich (OCC)   | 33 (2 Wo.)        | 2      |

### Auszeichnungen für Musikverkäufe
| Land/Region               | Auszeichnungen für Musikverkäufe (Land/Region, Auszeichnung, Verkäufe) | Verkäufe |
| ------------------------- | ---------------------------------------------------------------------- | -------- |
| Polen (ZPAV)              | Gold                                                                   | 10.000   |
| Vereinigte Staaten (RIAA) | —                                                                      | 24.000   |
| Insgesamt                 | 1× Gold ·                                                              | 34.000   |